# 1180 w literaturze
Wydarzenia literackie w 1180 roku.

## Zmarli
- Jan z Salisbury, pisarz angielski